# Krapps sista band
Krapps sista band (engelska: Krapp's Last Tape) är en pjäs i en akt, skriven 1958 av den irländske författaren Samuel Beckett.

## Produktion
Beckett skrev Krapps sista band under de två första månaderna av 1958. Den publicerades första gången i Evergreen Review sommaren 1958, och hade urpremiär (i en uppsättning tillsammans med Slutspel, som Beckett året innan hade översatt från franskan) på Royal Court Theatre i London den 28 oktober samma år, regisserad av Donald McWinnie och med Patrick Magee i rollen som Krapp.
Under årens lopp har stycket, reviderat och regisserat av Beckett själv, bland annat satts upp på Schiller-Theater Werkstatt i Berlin (Das letzte Band, 1969), Théâtre Récamier i Paris (La dernière bande, 1970), Théâtre d'Orsay (La dernière bande, 1975), och på Akademie der Künste i Berlin (Krapp's Last Tape, uppsatt av San Quentin Drama Workshop, 1977).

## Handling
Krapps sista band är en monodram, det vill säga ett teaterstycke med endast en roll. Den utspelar sig "en sen kväll i framtiden". Krapp, en åldrad och excentrisk författare, sitter på sin födelsedag ensam hemma och lyssnar på gamla rullband som han har för vana att spela in varje födelsedag. Han lyssnar på ett band märkt "Farewell to love", som hans trettionioåriga jag spelat in omkring trettio år tidigare. På bandet berättar den yngre Krapp om sin moders död, om hur han äntligen hittat sitt kall under en "minnesvärd vårdagjämning", och om ett kärleksmöte i en liten eka. Den äldre Krapp spelar därefter in ett nytt band, där han häcklar sitt yngre jag och kort redogör för vad som hänt under året, innan han stänger av inspelningen och lyssnar på "Farewell to love"-bandet igen.

## Adaptioner
Den franske tonsättaren Marcel Mihalovici skrev 1959-1960 en opera baserad på pjäsen. Operan fick namnet Krapp ou La Dernière Bande, och kallas på engelska The Last Tape för att skilja den åt från pjäsen. Den publicerades i Paris 1961 och har satts upp i Frankrike och Tyskland.
Michael Laurence har skrivit pjäsen Krapp, 39, som baseras på det band från sin trettionioårsdag som den åldrade Krapp lyssnar på.

### Film och tv
Ett flertal filmatiseringar av pjäsen har gjorts. Här följer ett urval:
- Krapps sista band (Regi: Kurt-Olof Sundström; Krapp: Stig Järrel. 1966.)[3]
- Beckett Directs Beckett: Krapp's Last Tape (Regi: Walter D. Asmus; Krapp: Rick Cluchey. 1988.)[4]
- Krapp's Last Tape (Regi: Atom Egoyan; Krapp: John Hurt. 2000.)[5]

## I populärkultur
Krapp's Last Tape är titeln på ett spår på Fredrik Thordendals experimentella skiva Sol Niger Within.